# Pentacitrotus leechi
Pentacitrotus leechi är en fjärilsart som beskrevs av Diakonoff 1970. Pentacitrotus leechi ingår i släktet Pentacitrotus och familjen vecklare. Inga underarter finns listade i Catalogue of Life.